# 橋本じゅん
橋本 じゅん（はしもと じゅん、1964年2月25日 - ）は、日本の俳優、声優。本名・旧芸名、橋本 潤（読み同じ）。兵庫県神戸市東灘区出身。enchante、劇団☆新感線所属。

## 人物
大阪芸術大学芸術学部舞台芸術学科卒業。大学在学中の1985年、舞台『銀河旋風児SUSANOH』より劇団☆新感線に参加。以降、同劇団の看板俳優として活躍するほか、外部公演にも多数出演。1992年、NHK連続テレビ小説『ひらり』で、熱狂的阪神タイガースファンの医師・小林雅人を演じ、お茶の間での知名度が上がる。1993年には阪神戦での始球式にも立った。
参加10年を機に劇団を休団。1996年、イギリスドーセット州のボーンマスにある、若年の筋ジストロフィー患者の施設で、住み込みのケースワーカーとして働く。
帰国後1997年、舞台『直撃！ドラゴンロック〜轟天』で主役・剣轟天（つるぎ ごうてん）を演じる。迫力の徒手空拳のアクションシーンとおバカな笑い満載の舞台は人気を博し、シリーズを重ね三部作となる。演劇界にもファンが多く、宮藤官九郎は自身が作・演出をする演劇ユニット『ウーマンリブ』で2004年、剣轟天を主役とした作品『轟天VS港カヲル 〜ドラゴンロック!女たちよ、俺を愛してきれいになあれ〜』を上演。劇団を超えたキャラクターレンタルという異例の方法で、出演を果たす。
ドラゴンロックシリーズなどのアクション活劇を演じる際、役作りのためにストイックなまでの激しいトレーニングと食事制限で体を絞って臨む。2010年には劇団30周年興行 舞台『鋼鉄番長』で主演するが、腰部脊柱管狭窄症を発症したため、10月20日以降の舞台を中止することを余議なくされた。代役は三宅弘城が10月30日より務めた。
2013年公開の 映画『図書館戦争』、2015年放映・公開の テレビドラマ『図書館戦争 ブック・オブ・メモリーズ』、映画第2作『図書館戦争-THE LAST MISSION-』で、玄田竜助を演じる。原作者有川浩は自身のTwitterアカウントで「（玄田は映画第2作で「原作にはなかった状況に追い込まれて、原作で私が書いたことのない経験を」するが）じゅんさんは、私が書いていない玄田を演じられるほど、玄田と一体化してくれた」と述べた。
2015年、劇団35周年興行 舞台『五右衛門VS轟天』で11年ぶりに剣轟天を演じ、80ステージものロングランを完走する。また、同年10月30日フジテレビの『ライオンのごきげんよう』に剣轟天の姿で出演。
出身は神戸だが、1975年の初優勝時からの熱烈な広島東洋カープファン。周りが阪神ファンばかりの中、赤い帽子をかぶって甲子園球場に通った。「カープとともに歩んでいく人生のスタンスは、これからも変わらない」と話す。2015年の舞台『HEADS UP!』では、劇中、カープ公式グッズのタオルを身につけていた。
2017年から、母校である大阪芸術大学芸術学部舞台芸術学科で専任教授を務める。
趣味は沖磯釣りと乗馬で、障害飛越競技を目指している。
2023年からはブラジリアン柔術とキックボクシングも趣味とし、体力作りにも励んでいる。特技は、ダイビング。（2023年10月にダイブマスターの資格を取得。）

## 出演

### 舞台

#### 劇団☆新感線
（2000年以降）
- 阿修羅城の瞳<再演>（2000年） - 安倍海王 役
- 野獣郎見参〜BEST IS RED〜（2001年） - 猿噛(さるがみ) 役
- 大江戸ロケット（2001年） - 火縄の鉄十 役
- 直撃!ドラゴンロック3〜轟天 対 エイリアン（2001年） - 剣 轟天（つるぎ ごうてん） 役
- 天保十二年のシェイクスピア（2002年） - よだれ牛の紋太/百姓 役
- アテルイ（2002年） - 佐渡馬黒縄 役
- 七芒星（2002年） - 髯爺(ぜんじい)/武玄 役
- 阿修羅城の瞳<再々演>（2003年） - 祓刀斎 役
- レッツゴー!忍法帳（2003年） - 風魔ゴジロー 役
- 髑髏城の七人〜アカドクロ（2004年） - 抜かずの兵庫 役
- SHIROH（2004年） - 柳生十兵衛 役
- 荒神〜Arajin〜（2005年） - ドン・ボラー 役
- 吉原御免状（2005年） - 柳生宗冬 役
- メタルマクベス（2006年） - エクスプローラー/バンクォー橋本 役
- 犬顔家の一族の陰謀〜金田真一耕助之介の事件です。ノート（2007年） - 助佐衛門助介/犬滝神官 役
- 五右衛門ロック（2008年） - ボノー将軍 役
- 蜉蝣峠（2009年） - 立派の親分 役
- 蛮幽鬼（2009年） - 稀道活(きのどうかつ) 役
- 薔薇とサムライ〜GoemonRock OverDrive（2010年） - バルバ・ネグロ 役
- 鋼鉄番長（2010年） - 兜 剛鉄(かぶとごうてつ) 役
- 港町純情オセロ（2011年） - 藺牟田(いむた)オセロ 役
- シレンとラギ（2012年） - ダイナン 役
- ZIPANG PUNK〜五右衛門ロックIII（2012年） - 前田慶次郎 役
- 蒼の乱（2014年） - 黒馬鬼(くろまき) 役
- 五右衛門VS轟天 （2015年） - 剣 轟天 役
- 乱鶯 （2016年） - 火縄の砂吉 役
- SHINKANSEN☆R 『Vamp Bamboo burn〜ヴァン・バン・バーン〜』（2016年8月 - 10月、東京・大阪） - プロダクションの社長 役 [13]
- 髑髏城の七人 Season風（2017年9月 - 11月、IHIステージアラウンド東京） - 贋鉄斎 役[14]
- 爆烈忠臣蔵〜桜吹雪 THUNDERSTRUCK（2025年公演予定）[15]

#### 外部公演
- 自転車キンクリートSTORE・例の件だけど、（1997年）
- 新・曽根崎心中（1998年）
- 第3回OMSプロデュース・夏休み（1998年）
- カメレオン会議・たしあたま（1998年）
- リリパットアーミー・破天鬼（1999年） - ジャッキー/警察官 役
- パルコプロデュース・Vamp Show（2001年） - 丹下和美 役
- KOKAMI@network・幽霊はここにいる（2003年） - 箱山義一 役
- NODA・MAP第9回公演・オイル（2003年） - ヤミイチ 役
- ヴィレッジプロデュース vol.3・真昼のビッチ（2004年） - 桜田淳治 役
- ウーマン・リブ vol.8・轟天vs港カヲル（2004年） - 剣 轟天 役
- 大人計画・キレイ〜神様と待ち合わせした女〜（2005年） - ダイズ丸/万一 役
- Team ARAGOTO vol.1・エビ大王（2005年） - 月直使者 役
- 阿佐ヶ谷スパイダース・桜飛沫（2006年）
- 噂の男（2006年） - モッシャン 役
- 獅童流 森の石松（2006年） - 脚本家・松田（三保の松五郎） 役
- NODA・MAP第12回公演・ロープ（2006年） - カメレオン 役
- ミュージカル「テイクフライト」（2007年 - 2008年） - オーヴィル・ライト/記者/レポーター 役
- 風林火山〜晴信燃ゆ（2008年） - 駒井政武 役
- 私生活（2008年、シアタークリエ、演出：ジョン・ケアード） - ヴィクター 役
- 冬の絵空（2008年 - 2009年） - 大石内蔵助/犬男頭 役
- ミュージカル「ピーターパン」（2009年 - 2011年、2013年） - フック船長/ダーリング氏 役
- ミュージカル「ファニー・ガール」（2010年） - 振付家エディ 役
- アントニーとクレオパトラ（2011年、演出：蜷川幸雄） - イノバーバス 役
- シス・カンパニー・「寿歌（ほぎうた）」（2012年1月 - 2月 - 新国立劇場） - ヤスオ 役
- 雪之丞一座〜参上公演 ロック☆オペラ「サイケデリック・ペイン」（2012年、サンシャイン劇場 / 森ノ宮ピロティホール） - Dr.鏡 役
- 二都物語（2013年 - シアターオーブ） - クコチヒコ 役
- こまつ座・音楽劇「それからのブンとフン」（2013年、演出：栗山民也） - クサキ・サンスケ警察長/市民 役
- ミュージカル「愛の唄を歌おう」（2014年、演出：宮本亜門） - 天国部長 役
- 大人の新感線・ラストフラワーズ（2014年） - 勝場典明/シン・ジョンホン 役
- ブエノスアイレス午前零時（2014年11月28日 - 12月21日、新国立劇場、演出：行定勲） - 竹村/マルコーニ 役
- ミュージカル「HEADS UP!」（2015年11月13日 - 12月13日、神奈川 / 兵庫 / 札幌 / 倉敷） - キュウさん（久米長一郎）役
- シブヤから遠く離れて（2016年12月、Bunkamuraシアターコクーン） - アオヤギ 役[16]
- ミュージカル「レ・ミゼラブル」（2017年5月 - 7月、帝国劇場） - ティナルディエ 役
- ミュージカル「HEADS UP!」（2017年12月14日 - 2018年3月12日、神奈川 / 富山 / 長野 / 大阪 / 名古屋 / 東京） - キュウさん（久米長一郎） 役
- ミュージカル「ミセン」（2025年1月10日 - 2月11日、大阪 / 愛知 / 東京） - オ・サンシク課長 役[17][18]

### 映画
- 梟の城（1999年）
- ローレライ（2005年） - 大和田・反乱兵 役
- 木更津キャッツアイ ワールドシリーズ（2006年） - ゾンビ長 役
- STAY（2007年） - 松木馨 役
- HEY JAPANESE! Do you believe PEACE,LOVE and UNDERSTANDING? 2008 2008年、イマドキジャパニーズよ。愛と平和と理解を信じるかい?（2008年） - ベテラン 役
- 隠し砦の三悪人 THE LAST PRINCESS（2008年）
- 激情版 エリートヤンキー三郎（2009年） - 石井武 役
- なくもんか（2009年） - 刑事A 役
- わが母の記（2012年） - クールなダンプ男 役
- 図書館戦争シリーズ - 玄田竜助 役
  - 図書館戦争（2013年）
  - 図書館戦争-THE LAST MISSION-（2015年）
- くじけないで（2013年） - 柴田貞吉（若い頃） 役[19]
- 薔薇色のブー子（2014年） - ダークスーツの男 役
- 万能鑑定士Q -モナ・リザの瞳-（2014年） - 荻野甲陽 役
- 小野寺の弟・小野寺の姉（2014年） - こだま 役
- 駆込み女と駆出し男（2015年） - 近江屋三八 役
- 進撃の巨人 ATTACK ON TITAN（2015年）
- ピンクとグレー（2016年）
- MARS〜ただ、君を愛してる〜（2016年）
- シン・ゴジラ（2016年） - 三木幕僚長 役[20][2]
- 超高速!参勤交代 リターンズ（2016年） - 福田弥之助 役[21]
- 劇場版 新・ミナミの帝王（2017年） - 小笠原 役
- 関ヶ原（2017年） - 毛谷主水 役
- 第二警備隊（2018年）
- 青夏 きみに恋した30日（2018年） - 泉醸二 役
- SUNNY 強い気持ち・強い愛（2018年） - 奈美の父 役
- 旅猫リポート（2018年） - 宮脇健悟 役
- キングダム（2019年） - ムタ 役[22]
- 居眠り磐音（2019年） - 甚兵衛 役
- 罪の声（2020年） - 佐伯肇 役
- KAPPEI カッペイ（2022年3月18日、東宝） - 柳田 役[23]
- 極主夫道 ザ・シネマ（2022年6月3日） - 大城山國光 役[24][25][26]
- 劇場版 仮面ライダーリバイス バトルファミリア（2022年7月22日） - 赤石英雄 役
- おまえの罪を自白しろ（2023年10月20日）[27]
- カラオケ行こ!（2024年1月12日） - 小林 役[28][29]
- 四月になれば彼女は（2024年3月22日） - 北村 役[30]
- ラストマイル（2024年8月23日） - 陣馬耕平 役[31][32]
- 劇場版ACMA:GAME 最後の鍵（2024年10月25日） - 岡本龍肝 役[33]
- サラリーマン金太郎 - 大島 役[34]
  - 【暁】編（2025年1月10日）
  - 【魁】編（2025年2月7日）
- ストロベリームーン 余命半年の恋（2025年10月17日公開予定） - 佐藤修 役[35][36]

### テレビドラマ

#### NHK
- 連続テレビ小説（NHK） 
  - ひらり（1992年） - 小林雅人 役
  - なつぞら 第127話 - 第139話（2019年8月26日 - 9月9日） - 佐藤利之 役
  - エール
    - 第56話（2020年6月15日） - 閻魔様 役[37]
    - 第102話 - 第104話（2020年11月3日 - 5日） - 演出家・駒込英治 役

  - ブギウギ 第5話 -（2023年10月6日 - ） - 林嶽男 役[38]
- ドラマ新銀河 親子は他人の始まり（1993年、NHK総合）
- 金曜時代劇 十時半睡事件帖（1994年、NHK総合）
- 土曜ドラマ
  - 百年の男（1995年10月21日） - 米倉登 役
- 木綿のハンカチ2〜ライトウインズ物語（1998年、NHK BS2）
- 大河ドラマ（NHK）
  - 徳川慶喜 第41話・第47話（1998年10月18日・11月29日） - 中山太郎 役
  - 新選組! 第4話（2004年2月1日） - 広岡子之次郎 役
  - 風林火山 第31話・第32話、第34話（2007年8月5日・12日、8月26日） - 常田隆永 役
  - 花燃ゆ 第17話（2015年4月26日） - 石谷穆清 役
  - おんな城主 直虎 第12話 - 最終話（2017年3月26日 - 12月17日） - 近藤康用 役
- 時代劇ロマン 藤沢周平の人情しぐれ町 第3話（2001年1月22日、NHK総合）
- 金曜時代劇 平岩弓枝のお美也 最終話（2002年5月24日、NHK総合）
- 木曜時代劇 陽炎の辻〜居眠り磐音 江戸双紙〜 第5話（2007年8月30日、NHK総合） - 宇野源平 役
- ワイルドライフ〜国境なき獣医師団R.E.D.〜 第1話（2008年3月24日、NHK BS-hi / 7月31日、NHK総合）
- BS時代劇 火怨・北の英雄 アテルイ伝 第2話（2013年1月18日、NHK BSプレミアム） - 延手 役
- 歌謡曲の王様伝説 阿久悠を殺す（2013年12月22日、NHK BSプレミアム）
- ジャンクション39〜男たち、恋に迷走中!〜（2015年2月11日、NHK BSプレミアム）
- 鼠、江戸を疾る2 最終話（2016年6月2日、NHK総合） - 大月 役
- NHKスペシャル 未解決事件 File.05「ロッキード事件」（2016年7月23日、NHK総合） - 村田恒 役
- 福井発 地域ドラマ シューカツ屋（2020年2月26日、NHK BSプレミアム） - 叶野仁志 役
- 閻魔堂沙羅の推理奇譚 第2回（2020年11月7日、NHK総合） - 向井鉄矢 役
- カナカナ（2022年5月16日 - 6月30日、NHK総合） - 大門刑事（オッチャン）役[39][40]
- 我らがパラダイス（2023年1月8日 - 3月12日 、NHK BSプレミアム・BS4K）- 福田 役[41]
- 憶えのない殺人（2025年2月22日、NHK BS / 放送日未定、NHK BSプレミアム4K） - 楢崎康英 役[42][43]

#### 日本テレビ
- 火曜サスペンス劇場 京都丹後殺人街道（1993年7月6日、日本テレビ） - 杉岡重雄 役
- 栞と紙魚子の怪奇事件簿（2008年1月6日 - 3月30日、日本テレビ） - 宇論 役
- 金田一少年の事件簿N（neo） 第8話・最終話（2014年9月13日・20日、日本テレビ） - 皇翔 役
- キャバすか学園 最終話（2017年1月15日、日本テレビ） - 進藤 役
- 今からあなたを脅迫します 第7話（2017年12月3日、日本テレビ） - 若林亮介 役
- 読売テレビ開局60年記念スペシャルドラマ 天才を育てた女房（2018年2月23日、読売テレビ・日本テレビ系） - 取り立て屋 役
- 今日から俺は!! 第4話（2018年11月4日、日本テレビ） - マスター 役[44]
- 極主夫道（2020年10月11日 - 12月13日、読売テレビ・日本テレビ系） - 大城山國光 役[45]
- 恋はDeepに（2021年4月14日 - 6月9日、日本テレビ） - 鴨居正 役[46]
  - 恋はもっとDeepに -運命の再会スペシャル-（2021年6月16日）[47]
- 受付のジョー（2022年4月26日 - 6月28日、日本テレビ） - 藤堂武徳 役[48][49]
- しょうもない僕らの恋愛論（2023年1月19日 - 3月23日、読売テレビ・日本テレビ） - 平尾研二 役[50]
- ACMA:GAME アクマゲーム（2024年4月7日 - 6月9日、日本テレビ） - 岡本龍肝 役[51][52]
- ダメマネ! -ダメなタレント、マネジメントします-（2025年4月20日 - 6月22日、日本テレビ） - 和田浩二 役[53]

#### テレビ朝日
- 月曜ドラマ・イン 愛してるよ! volume9（1993年12月6日、テレビ朝日） - 半田強 役
- 新・部長刑事 アーバンポリス24 第4回 - 第86回（1999年5月22日 - 2001年3月10日、朝日放送テレビ） - 和田一平刑事 役
- 土曜ワイド劇場 京都のテミス女裁判官1（2003年5月17日、朝日放送テレビ・テレビ朝日系） - 小倉判事 役
- 未来講師めぐる 第8話 - 最終話（2008年2月29日 - 3月14日、テレビ朝日） - 吉田永作 役
- 警視庁継続捜査班 第1話（2010年7月22日、テレビ朝日） - 本間健太郎 役
- サクラとさつき（2011年4月2日、朝日放送テレビ） - 高崎雄二 役
- 松本清張ドラマスペシャル 三億円事件（2014年1月18日、テレビ朝日） - 冬木 役
- スリル!赤の章〜警視庁庶務係ヒトミの事件簿 第2話（2017年3月1日、NHK総合） - 郷田晋二 役
- 黒革の手帖 第7話・最終話（2017年9月7日・14日、テレビ朝日） - 渡辺芳彦 役
- 科捜研の女 （テレビ朝日）
  - SEASON 17 第16話（2018年3月8日）- 山口健一 役
  - SEASON 21 第14話（2022年3月10日）- 笠城覚士 役[54]
- 家政夫のミタゾノ 第2シリーズ 第1話（2018年4月20日、テレビ朝日） - 花沢進助 役
- 捜査会議はリビングで!（2018年7月15日 - 9月2日、NHK BSプレミアム） - 名探偵（語り）
  - 捜査会議はリビングで おかわり!（2020年2月2日 - 3月22日）
- 緊急取調室 3rd SEASON 第8話（2019年6月6日、テレビ朝日） - 木崎勝則 役
- 刑事7人 シーズン5 最終話（2019年9月18日、テレビ朝日） - 山口敏也 役
- ドクターY〜外科医・加地秀樹〜（2019年10月6日、テレビ朝日） - 柏原太郎 役
- 陰陽師（2020年3月29日、テレビ朝日） - 賀茂保憲 役
- 相棒 season19 第6話「三文芝居」（2020年11月18日、テレビ朝日） - 松野優太 役
- DOCTORS〜最強の名医〜 2021新春スペシャル（2021年1月10日、テレビ朝日） - 平賀洋二 役
- 桜の塔（2021年4月15日 - 6月10日、テレビ朝日） - 刈谷銀次郎 役[55]
- 漂着者（2021年7月23日 - 9月24日、テレビ朝日） - 橋太 役[56]
- 仮面ライダーリバイス（2022年1月9日 - 7月10日、テレビ朝日） - 赤石英雄 役[57]
- 封刃師（2022年1月16日 - 3月13日、朝日放送テレビ / 2022年1月23日[注釈 1] - 3月13日、テレビ朝日） - 五百津肇 役[58][59]
- 最初はパー（2022年10月28日 - 12月16日） - 利根川周郎 役[60]
- 必殺仕事人（2023年1月8日） - 酒井東庵 役[61]
- 日曜の夜ぐらいは…（2023年4月30日 - 7月2日） - 田所 役[62]
- ハヤブサ消防団（2023年7月13日 - 9月14日） - 宮原郁夫 役[63][64]
- スカイキャッスル（2024年7月25日 - 9月26日） - 冴島哲人 役[65]

#### TBS
- 君にささげる歌（1987年11月15日、毎日放送・TBS系）
- ドラマ30 幽霊ママ（1998年8月3日 - 28日、毎日放送・TBS系） - 安夫 役
- タイガー&ドラゴン 第9話 - 最終話（2005年6月10日 - 24日、TBS） - 梶力夫 役
- 特命!刑事どん亀 指令10（2006年6月12日、TBS） - 鬼頭銀次郎 役
- 笑える恋はしたくない 最終話（2006年12月15日、TBS）
- 特急田中3号（2007年4月13日 - 6月22日、TBS） - マスター 役
- 1分半劇場「参議院議員候補マミ」（2008年11月18日 - 2009年6月10日、TBS） - ロズ 役
- 三代目明智小五郎〜今日も明智が殺される〜 第9話（2010年6月9日、TBS / 6月11日、MBS） - 権堂保 役
- うぬぼれ刑事 第2話 - 第6話、第9話・最終話（2010年7月16日 - 8月13日、9月3日・10日、TBS） - 田代監督 役
- 恋愛ニート〜忘れた恋のはじめ方（2012年1月20日 - 3月23日、TBS） - 神山純一郎 役
- 家族八景 Nanase,Telepathy Girl's Ballad 第3話（2012年2月3日、MBS / 2月8日、TBS系） - 神波浩一郎 役
- 確証〜警視庁捜査3課 第8話（2013年6月3日、TBS） - 大久保英輔 役
- 夫のカノジョ 第7話・最終話（2013年12月5日・12日、TBS） - 立花勝 役
- ドラマ特別企画 図書館戦争 BOOK OF MEMORIES（2015年10月5日、TBS） - 玄田竜助 役
- 月曜ゴールデン 検察事務官 黒ユリ（2016年2月22日、TBS） - 南ママ 役
- 月曜名作劇場 釣り刑事7（2016年8月1日、TBS） - 糸魚川直人 役
- レンタルの恋 第2話（2017年1月26日、TBS） - サニー岳山 役
- あなたのことはそれほど（2017年4月18日 - 6月20日、TBS） - 花山司 役
- 月曜名作劇場 西村京太郎サスペンス 十津川警部シリーズ（TBS） - 杉本刑事 役
  - ドラマ特別企画 西村京太郎サスペンス 十津川警部シリーズ5（2018年4月9日）
  - ドラマ特別企画 西村京太郎サスペンス 十津川警部シリーズ6 日光・恋と裏切りの鬼怒川（2018年9月10日）
  - 『ドラマ特別企画 西村京太郎サスペンス「十津川警部シリーズ7」』浜名湖殺人ルート（2018年12月10日）
- 4分間のマリーゴールド（2019年10月11日 - 12月13日、TBS） - 原田治 役
- MIU404（2020年6月26日 - 9月4日、TBS） - 陣馬耕平 役[66]
- ＃家族募集します 第4話 - 最終話（2021年8月20日 - 9月24日、TBS） - 黒崎徹 役[67]
- ファイトソング（2022年1月11日 - 3月15日、TBS） - 立石正嗣 役[68]
- 帰らないおじさん（2022年10月6日 - 12月8日、BS-TBS） - 常田さん 役[69]
- Maybe 恋が聴こえる 第13話 -（2023年11月7日 - 、TBS） - 笛樹光郎 役[70]
- 恋愛のすゝめ（2023年11月22日 - 1月17日、TBS） - 大山秀弥 役 [71]

#### テレビ東京
- 日本名作ドラマ 古都（1994年5月30日、テレビ東京）
- エリートヤンキー三郎（2007年4月14日 - 6月30日、テレビ東京） - 石井武 役
- 勇者ヨシヒコと魔王の城 第9話（2011年9月3日、テレビ東京） - 盗賊G 役
- リバースエッジ 大川端探偵社 File.08（2014年6月7日、テレビ東京） - 梶原 役
- 湊かなえサスペンス『望郷』「海の星」（2016年9月28日、テレビ東京） - 浜崎秀夫 役
- 三匹のおっさん3〜正義の味方、みたび!!〜 第7話（2017年3月3日、テレビ東京） - キャッチ松本 役
- 月曜プレミア8 小杉健治サスペンス 当番弁護士 梶原藤子の事件ファイル（2020年6月22日、テレビ東京） - 大西純平 役
- 共演NG（2020年10月26日 - 12月14日、テレビ東京） - 中川デスク 役[72]
- ゆるキャン△2（2021年4月1日 - 6月18日、テレビ東京） - 斉藤潤 役[73]
- 駐在刑事 Season3 第3話（2022年1月28日、テレビ東京） - 吉井修郎 役[74]
- 大川と小川の時短捜査（2022年9月12日、テレビ東京） - 山根茂之 役
  - 大川と小川の休日捜査（2024年9月30日、テレビ東京）[75]
- ダブルチート 偽りの警官 Season1（2024年4月26日 - 6月14日、テレビ東京） - 坂本正隆 役[76]
- しょせん他人事ですから 〜とある弁護士の本音の仕事 第1話 - 第3話（2024年7月19日 - 8月2日、テレビ東京） - 加賀見哲二 役[77]

#### フジテレビ
- サスペンス・明日の13章 ひとりぼっちの戦争（1993年6月14日、関西テレビ）
- 御家人斬九郎 第1シリーズ 第1話 - 第5話（1995年1月11日 - 2月8日、フジテレビ） - 新六 役
- 裸の大将放浪記 フグと清と鉄人と（1996年1月7日、関西テレビ・フジテレビ系） - 吉田裕一 役
- お礼は見てのお帰り ナニワのべっぴん刑事 一本木礼子（3）正月早々死んでしまうんか!?（1999年1月5日、関西テレビ・フジテレビ系）
- 離婚弁護士Ⅱ〜ハンサムウーマン〜 第6話（2005年5月24日、フジテレビ）
- ハチミツとクローバー 第5話・第6話、第8話（2008年2月5日・12日、2月26日、フジテレビ） - 合田稼頭男 役
- 金曜プレステージ 事件記者〜警視庁記者クラブ〜（2008年9月12日、フジテレビ） - 大阿久俊哉 役
- 世にも奇妙な物語（フジテレビ）
  - 世にも奇妙な物語〜2008秋の特別編〜「行列のできる刑事」（2008年9月23日） - 久保田先生 役
  - 世にも奇妙な物語 25周年記念!秋の2週連続SP〜映画監督編〜「幸せを運ぶ眼鏡」（2015年11月28日） - 紳士 役
  - 世にも奇妙な物語'18春の特別編「不倫警察」（2018年5月12日） - 島崎哲也 役
- 救命病棟24時 第4シリーズ 第1話（2009年8月11日、フジテレビ） - 根岸将太 役
- ハングリー! 第1話・第2話、第6話 - 最終話（2012年1月10日・17日、2月14日 - 3月20日、関西テレビ・フジテレビ系） - 大楠義明 役
- ダブル・ミーニング Yes or No?（2013年3月1日、関西テレビ・フジテレビ系） - 富市耕平 役
- 金曜プレステージ特別企画 屍活師〜女王の法医学〜（2013年9月27日、フジテレビ） - 井畑信二 役
- リーガルハイ 第7話（2013年11月20日、フジテレビ） - 郷田 役
- 松本清張スペシャル 時間の習俗（2014年4月10日、フジテレビ） - 田浦 役
- 戦う! 書店ガール 第1話（2015年4月14日、カンテレ・フジテレビ系） - アリー 役
- 警視庁いきもの係 第3話（2017年7月23日、フジテレビ） - 芦洲芳雄 役
- 僕たちがやりました 最終話（2017年9月19日、カンテレ・フジテレビ系） - 担当課長 役
- ブルーモーメント 第5話 - 最終話（2024年5月22日 - 6月26日、フジテレビ） - 沢渡満 役[78]
- オクラ〜迷宮入り事件捜査〜（2024年10月8日 - 12月17日、フジテレビ） - 幾多学 役[79]
- 日本一の最低男 ※私の家族はニセモノだった（2025年1月9日 - 3月20日、フジテレビ） - 黒岩鉄男 役[80]

#### WOWOW
- ドラゴンフライ（2006年10月29日、WOWOW）
- ドラマW
  - 蒼い瞳とニュアージュ（2007年11月25日、WOWOW） - 不法投棄の男 役
  - 深追い（2011年3月20日、WOWOW） - 吉岡 役
- ミッドナイト☆ドラマ 借王〈シャッキング〉-銭の達人-（2009年10月11日 - 11月29日、WOWOW）
- 連続ドラマW
  - ふたがしら 第3話 - 最終話（2015年6月27日 - 7月11日、WOWOW） - 鉄治郎 役
  - 撃てない警官 第3話（2016年1月24日、WOWOW） - 池谷一也 役
  - 闇の伴走者〜編集長の条件 Episode 2・Episode 3（2018年4月7日・14日、WOWOW） - 若松宏 役
  - コールドケース2 〜真実の扉〜 第4話（2018年11月3日、WOWOW） - 戸川 役
  - ふたがしら2 第3話（2016年10月1日、WOWOW） - 鉄治郎 役
  - ソロモンの偽証（2021年10月3日 - 11月21日、WOWOW） - 茂木悦男 役[81]
  - シャイロックの子供たち（2022年10月9日 - 11月6日、WOWOW） - 伊島宗広 役[82]
  - 怪物（2025年7月6日 - 、WOWOW） - 中橋陽平 役[83]
- ダブル（2022年6月4日 - 8月6日、WOWOW） - 芸能事務所「フラット」の社長 役[84][85]
- ダブルチート 偽りの警官 Season2（2024年6月29日 - 、WOWOW） -  坂本正隆 役[86]

#### その他
- 私たちがプロポーズされないのには、101の理由があってだな 第9話（2015年1月6日、LaLa TV） - 尾花 役
- 破門（疫病神シリーズ） 第7話・最終話（2015年2月27日・3月6日、BSスカパー!） - 初見裕之 役
- ミューブ♪〜秘密の歌園〜 第6章・第10章（最終話）（2018年5月22日・6月19日、メ〜テレ） - 市村敦 役
- 銀河鉄道999 Galaxy Live Drama（2018年6月18日、BSスカパー!） - 大山トチロー 役
- にがくてあまい（2023年4月20日 - 6月22日、東海テレビ） - 江田豊 役[87]

### 配信ドラマ
- 踊る大宣伝会議、或いは私は如何にして踊るのを止めてゲームのルールを変えるに至ったか。[注釈 2] 第1話・最終話（2014年10月31日・2015年1月9日、ネスレシアター on YouTube）
- 宇宙の仕事（2016年9月8日、Amazon Prime Video） - 牛山寛太 役
- とどけ!愛のうた（2020年7月6日 - 10日、Paravi） - 真壁陽一郎 役[88]
- 新聞記者（2022年1月13日配信、Netflix）- 入来 役
- リバイスレガシー 仮面ライダーベイル 第5話（2022年5月22日、東映特撮ファンクラブ） - 赤石英雄 役
- 君と世界が終わる日に Season4（2023年3月19日 - 、Hulu） - 折田幹夫 役[89]
- 僕の愛しい妖怪ガールフレンド（2024年3月22日、Amazon Prime Video）[90]

### CM
- ハウス食品「好きやねん」
- 興和「キャベ2コーワ」
- 大阪ガス
- カルビー「かっぱえびせん」
- エキスポランド
- NTT
- サンスター
- 住友生命保険
- TVer「見逃し探偵TVer」（2019年4月 - ）

### テレビアニメ
- 大江戸ロケット（2007年） - 鉄十 役[91]

### テレビ番組
- NHKドキュメンタリー「大江戸 奇跡のロスト・シティー 265年の物語」（2019年1月5日、NHK BSプレミアム）
- ぶらり途中下車の旅 （日本テレビ） - 旅人
  - 「有楽町線の旅」（2022年6月25日）[92]
  - 「山手線の旅」（2023年2月25日）[93]
  - 「北総線の旅」（2023年9月30日）[94]
  - 「東武スカイツリーラインの旅」（2024年4月27日）[95]

### ラジオ
- 青春アドベンチャー（NHK-FM）
  - 「草上仁のミラクルワールド」（1993年11月1日 - 5日）[96]
  - 「都立高校独立国」（1993年11月8日 - 19日） - 速見健 役[97]
  - 「霧隠れ雲隠れ」（1994年4月4日 - 15日） - 主演・霧隠才蔵 役[98]
  - 「BANANA FISH」（1994年5月23日 - 6月3日） - グリフィン・カーレンリース / ショーター・ウォン / スマイルズ 役[99]
    - 「BANANA FISH PART2」（1995年6月12日 - 23日） - アレクシス・ドースン / キッパード上院議員 役[100]
    - 「BANANA FISH PART3」（1995年6月26日 - 7月7日） - ラオ・イェン・タイ 役[101]

  - 「ヴァーチャル・ガール」（1995年5月1日 - 12日） - チューリング（AI）役[102]
  - 「盗まれた街」（1995年7月24日 - 8月4日）[103]
  - 「笑う20世紀 パート4」（1997年6月16日 - 27日）[104]
  - 「笑う20世紀 パート5」（1998年7月27日 - 31日）[105]
  - 「屋上デモクラシー」（2012年3月12日 - 23日）[106]
- FMシアター（NHK-FM）
  - 「南国土佐を後にして」（2013年8月10日）[107]
  - 「エディの空」（2017年2月25日）[108]
- ラジオシアター〜文学の扉「蜜のあわれ」（2017年5月28日・6月4日、TBSラジオ）
- 岡田惠和 今宵、ロックバーで〜ドラマな人々の音楽談義〜　第351回（2021年10月3日、NHK-FM）[109]

### ナレーション
- WALKING EYES アルクメデス VOL.9（最終回）「プロフェッショナルゆえに 〜解答者の流儀〜」（2010年9月24日、NHK総合）[注釈 3]
- てれび絵本「パパのしごとはわるものです」（2013年6月13日、NHK Eテレ）
- 被爆70周年記念事業 戦後の復興と広島東洋カープの歩み 未来につなぐヒロシマの都市計画展 特別企画「カープOBが語る復興の歩み」（2015年7月31日 - 8月10日、合人社ウェンディひと・まちプラザ 北館4階 ギャラリー / 8月4日 - 6日、MAZDA Zoom-Zoom スタジアム広島）

### ゲーム
- 餓狼伝説シリーズ
  - 餓狼伝説2（アンディ・ボガード、チン・シンザン）
  - 餓狼伝説スペシャル（アンディ・ボガード、チン・シンザン）
  - 餓狼 MARK OF THE WOLVES（キム・ドンファン、カイン・R・ハインライン）
- ザ・キング・オブ・ファイターズシリーズ
  - ザ・キング・オブ・ファイターズ'94（アンディ・ボガード）
  - ザ・キング・オブ・ファイターズ2000（キム・ドンファン）
- ネオジオバトルコロシアム（御名方守矢）
- 幕末浪漫 月華の剣士シリーズ（御名方守矢、李烈火）
- BLOOD+ ONE NIGHT KISS（青山轟）
- 武力 〜BURIKI ONE〜（徐竜誠）

### CD
- BANANAFISH（グリフィン・カーレンリース、ショーター・ウォン）

### 玩具
- 仮面ライダーリバイス DXギフスタンプ（2023年2月、プレミアムバンダイ） - 赤石英雄 役

### その他
- TVフェイス・橋本じゅん（2012年1月14日、朝日新聞朝刊25面、インタビュー）